# Limbourg
Pour les articles homonymes, voir Limbourg (homonymie).

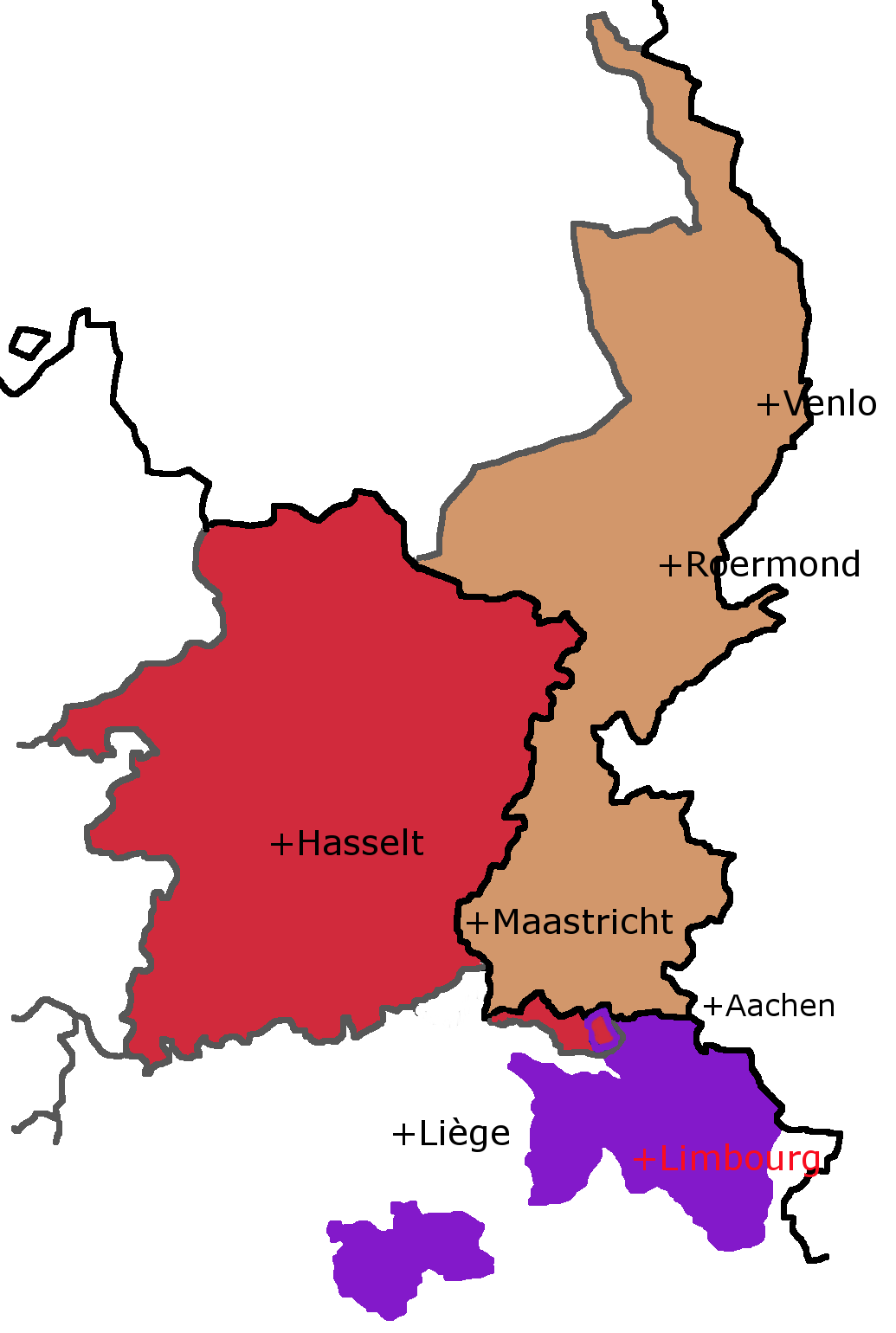
Les 3 Limbourgs (les deux provinces, et l´ancien duché, en mauve)

Le Limbourg est une région historique située aux environs des villes de Liège (Belgique), Maastricht (Pays-Bas) et Aix-la-Chapelle (Allemagne).

Divers lieux et entités politiques sont associés à cette appellation, les deux plus notoires étant actuellement :
- dans l'est, la province de Limbourg néerlandaise (dont le chef-lieu est Maastricht) ;
- dans l'ouest, la province de Limbourg belge (en Région flamande, dont le chef-lieu est Hasselt).

Le nom évoque initialement le duché de Limbourg, fondé en 1101, succédant au comté de Limbourg.
Toutes ces entités doivent leur nom à la ville de Limbourg.

## Entités politiques sous l’ancien régime

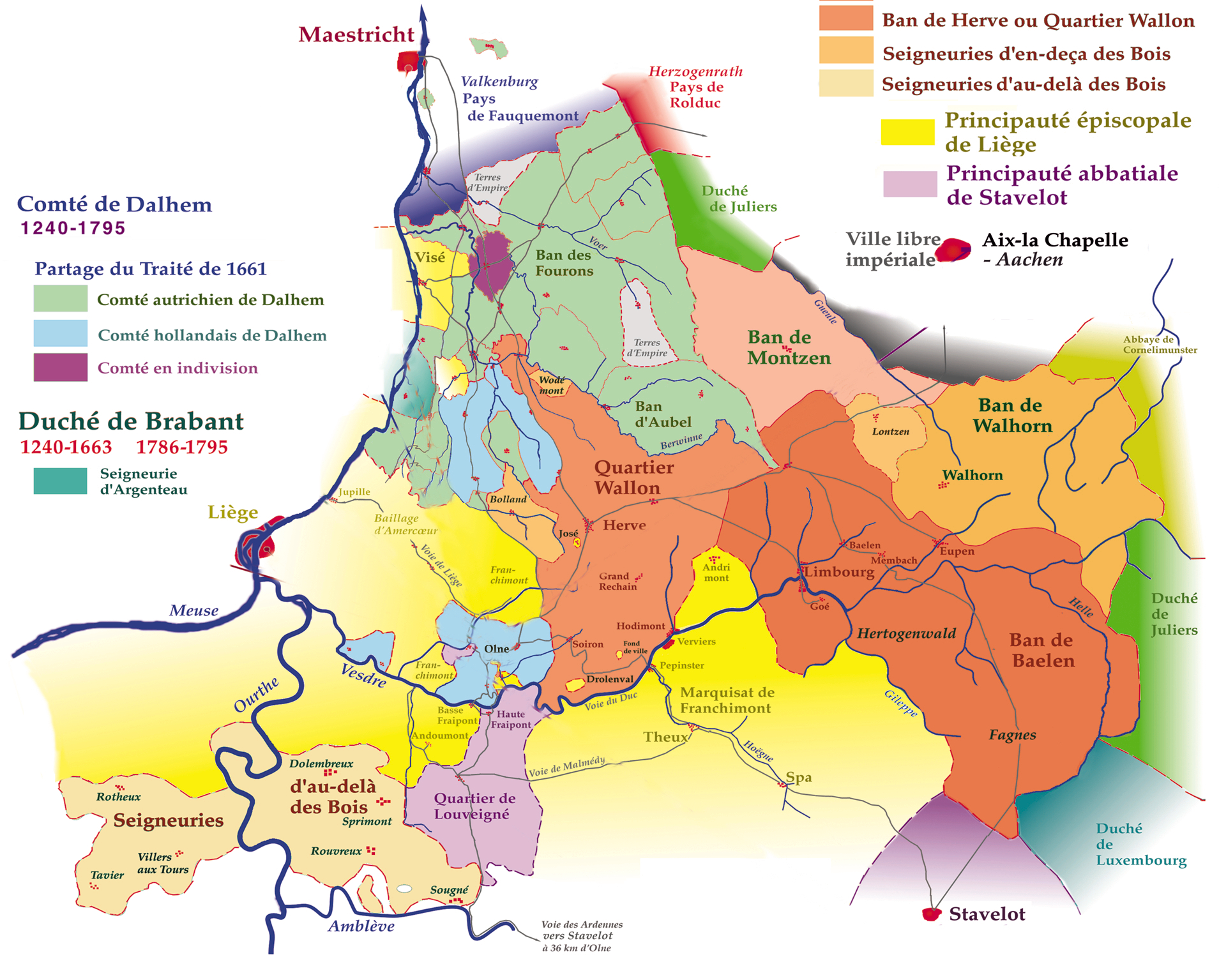
Carte du duché de Limbourg.

- L’État historique du comté de Limbourg devenu ensuite le duché du Limbourg (d'abord dépendant de l'Empire romain germanique puis partie des Pays-Bas espagnols, dépendants du Royaume d’Espagne).
  - Liste des ducs de Limbourg
  - Le comté de Limbourg-sur-la-Lenne, autour de la forteresse de Limbourg-sur-la-Lenne, dirigé par la maison de Limbourg Styrum. Ce comté est issu du comté d'Isenberg mais a pris le nom du duché de Limbourg qui a aidé Thierry d'Isenberg, le neveu du duc de Limbourg, à reprendre possession de cette partie du comté au XIIIe siècle.
- En 1581, l’ancien duché du Limbourg disparait avec l’abjuration du Royaume d’Espagne des dix-sept provinces des Pays-Bas espagnols, mais l’Espagne reconquiert le Sud ; l’ancien duché est alors scindé en deux :
  - la puissante République des Provinces-Unies (dix provinces au nord, capitale La Haye, république traditionnelle alliée de l’Angleterre et ennemie du Royaume de France jusqu’à la Révolution), comprenant le Limbourg des États ou Outremeuse des États (du Pays d'Outremeuse), c’est-à-dire à peu près la province du Limbourg néerlandais actuel à l’est de la Meuse. En 1648, le Limbourg des États y rejoint le pays de la Généralité.
  - les Pays-Bas du Sud espagnols (sept provinces dites États belgiques, capitale Bruxelles, l’Espagne étant généralement alliée à la France), comprenant le Limbourg belgique (dont la ville wallonne de Limbourg). Note : belgique est ici un adjectif, désignant les hautes provinces du Sud, par opposition aux pays bas du Nord.
- En 1713, les Pays-Bas du Sud (et avec eux le premier État du Limbourg belgique) deviennent Pays-Bas autrichiens, qui forment une alliance politique temporaire avec le Royaume de France. Le premier Limbourg autrichien (à l’ouest de la Meuse) est issu de cette annexion. Les Provinces-Unies au nord restent indépendantes.
- En 1748, le Royaume de France envahit une partie des Pays-Bas autrichiens (lors de la Guerre de Succession d’Autriche), mais dut concéder ses possessions en Pays-Bas et Allemagne dont la partie la plus orientale du Limbourg, le Limbourg allemand (région à l'est d’Aix-la-Chapelle), partie historique qui restera à l’Autriche avant d’être prise plus tard par la Prusse, et reconquise par la France sous le Consulat, perdue à la fin de l’Empire et unie plus tard à la Westphalie, alliée à la Prusse et l’empire d’Autriche-Hongrie puis l’Allemagne au XXe siècle).

## Entités politiques dans la période révolutionnaire française et l’Empire
- En 1790, à la suite de la Révolution française, les Pays-Bas autrichiens du Sud deviennent les éphémères États belgiques unis (dont fait partie le second État du Limbourg belgique), avant d’être reconquis par l’Autriche entrée en guerre contre la République française.
- En 1794, le général français Jean-Baptiste Jourdan envahit et occupe les Pays-Bas autrichiens, rebaptisés Belgique.
- En 1795, la République bicentenaire des Provinces-Unies, alors alliée de l’Angleterre et de l'Autriche, est envahie à son tour par la France. Les patriotes bataves se soulèvent et, grâce à la fuite du stathouder Guillaume V d'Orange le 18 janvier, fondent la République batave. Par le traité de La Haye (16 mai 1795), la République batave cède à la France le Limbourg des États, c'est-à-dire les villes de Maastricht, Ruremonde et Venlo. Le 1er octobre, la Convention décrète l'annexion de la Belgique, qui est divisée en neuf départements. Le Limbourg forme une partie du nouveau département de la Meuse-Inférieure (préfecture : Maastricht, sous-préfectures de Hasselt et Ruremonde).

## Provinces après 1815
- Lors du Congrès de Vienne en 1815, au démantèlement de l’Empire français, l’ancien département français de la Meuse-Inférieure (1795-1814) est attribué (avec le reste de la Belgique sauf le Luxembourg qui devient un grand-duché indépendant allié dans la Confédération germanique) aux Pays-Bas, en compensation des pertes coloniales des Pays-Bas dans son alliance avec la France contre l’Angleterre, et l’ancien département français devient la province de Limbourg (néerlandaise) et l’une des dix-huit provinces du nouveau Royaume des Pays-Bas. Le nom de Limbourg est donné à cette province, bien qu'elle ne comprenne que quelques kilomètres carrés de l'ancien duché de Limbourg, à la demande expresse de Guillaume Ier, qui ne voulait pas voir disparaître ce nom prestigieux[1]. Toutefois cette province ne comprend pas les régions des Pays-Bas belges attribuées au royaume de Prusse. Son chef-lieu est Maastricht (l’ancienne préfecture française), les sous-préfectures sont conservées à Ruremonde et Hasselt).
- En 1830, la Belgique se soulève et déclare son indépendance des Pays-Bas : la totalité du Luxembourg est alors annexé à la Belgique (sauf la forteresse de Luxembourg, tenue par l'armée prussienne), de même que presque toute la province de Limbourg (belge, chef-lieu : Hasselt, sous-préfecture Ruremonde) sauf la forteresse de Maastricht qui reste sous contrôle néerlandais durant toute la guerre belgo-néerlandaise et jusqu'en 1839.
- En 1839, après le Traité des XXIV articles signé à Londres, le Royaume des Pays-Bas reconnait l'indépendance du Royaume de Belgique, la Belgique doit cependant céder une partie du Luxembourg (le grand-duché de Luxembourg reste indépendant en union personnelle avec les Pays-Bas) et de l'ancienne province de Limbourg (1815-1839) qui est alors scindée entre les deux actuelles provinces :
  - dans l'Est, l’actuelle province des Pays-Bas : le Limbourg néerlandais (chef-lieu : Maastricht, sous-préfecture Ruremonde) ;
  - dans l'Ouest, l’actuelle province de Belgique : le Limbourg belge (en Région flamande, chef-lieu : Hasselt) ou plus précisément Limbourg occidental ou Limbourg flamand (pour le distinguer de la ville belge de Limbourg située au sud-est du Limbourg flamand et aujourd’hui dans la province de Liège en Wallonie).
- Aujourd’hui, le Limbourg allemand désigne la région historique de l’ancien Limbourg à l'est d’Aix-la-Chapelle, région historiquement accordée à la Prusse lors du Congrès de Vienne, et prise sur les anciens Pays-Bas autrichiens mais non restituée avec le reste de la Belgique lors de la création des Pays-Bas.

## Localités
- De Belgique : Limbourg ou Limbourg-Dolhain, ville et commune francophone de Belgique située en Région wallonne dans la province de Liège, ancienne capitale du duché de Limbourg et qui a donné son nom à ce dernier.
- Du Québec : Limbour (sans le g), district de Gatineau.
- D’Allemagne :
  - Limbourg-sur-la-Lahn, ville de Hesse, en Allemagne.
  - Limbourg-sur-la-Lenne (renommée en allemand Hohenlimburg en 1903), ville de Rhénanie-du-Nord-Westphalie, en Allemagne qui fut le siège du comté de Limbourg, fondé par les comtes de Limburg Stirum en 1242.

## Anecdote
La ville de Limbourg, à l'origine de l'appellation de ces différents territoires ou entités politiques, ne fait plus partie d'aucun d'entre eux. Elle se situe en effet en Province de Liège en Belgique, alors que les provinces néerlandaise et belge se trouvent au plus près à une vingtaine de kilomètres vers le nord et le nord-ouest.